# روبرت أي. متزغر
روبرت أي. متزغر (بالإنجليزية: Robert A. Metzger)‏ (1956)؛ مهندس وروائي أمريكي. درس في جامعة كاليفورنيا.